# Watugede (Singosari)
Watugede is een bestuurslaag in het regentschap Malang van de provincie Oost-Java, Indonesië. Watugede telt 7399 inwoners (volkstelling 2010).